# A Dal (2024)
A Dal 2024 egy nyolcrészes tehetségkutató műsor, melynek keretén belül a nézők és a szakmai zsűri kiválasztja, hogy melyik a legjobb magyar sláger. Az MTVA és a Duna Média 2023. november 6-án délután tette közzé a pályázati feltételeket és a hivatalos versenyszabályzatot. A versenybe 2023. november 30-ig jelentkezhettek az előadók és a zenekarok.

## A helyszín
A műsor helyszínéül az előző évekhez hasonlóan az MTVA Kunigunda útjai székházának 600 m2-es egyes stúdiója szolgál, Budapesten.

## A műsorvezetők és a zsűritagok
A tizenharmadik évad házigazdái Rókusfalvy Lili és Fodor Imre lettek, előbbi negyedik alkalommal, 2020, 2022 és 2023 után látja el ezt a feladatot újból, míg Fodor Imre 2023 után második alkalommal lesz műsorvezetője a produkciónak.
A szakmai zsűrit képviseli:
- Egri Péter: a Mystery Gang frontembere, A Dal 2014 eurovíziós nemzeti dalválasztó show középdöntőse
- Ferenczi György: Artisjus- és kétszeres EMeRTon-díjas zenész, a Rackajam zenekar frontembere
- Németh Lojzi: Máté Péter-díjas magyar zeneszerző, dalszövegíró, hangmérnök, producer, a Bikini basszusgitárosa
- Szandi: kétszeres EMeRTon-díjas magyar énekesnő, a 2018-as Eurovíziós Dalfesztivál egyik magyar zsűritagja

## A résztvevők
| Előadó                           | Dal                  | Zene és szöveg                                                                                        |
| -------------------------------- | -------------------- | --- |
| Andalgó                          | Vigyen a szél        | Léhárt Míra, Polgár Patrik                                                                            |
| Arcidra                          | Egészben kell        | Gaál András, Katona Máté, Mura-Mészáros Ambrus Vitéz, Csóka Tamás, Györke Zoltán, Retkes Bálint       |
| Bradics Jácint                   | Miért félnék álmodni | Tilinger Attila                                                                                       |
| Bterv                            | Menjek vagy maradjak | Gábor Markó, Dér Dávid                                                                                |
| Csintalan Márk                   | Számítottam rád      | Csintalan Márk                                                                                        |
| EVERFLASH                        | Nyisd ki a szemed!   | Bihal Roland, Módos Gergő, Pásztóy Balázs, Tóth Péter, Varga Rókus                                    |
| Fekete Mátyás                    | Látom már            | Fekete Mátyás                                                                                         |
| Fluidia                          | Miről szól ez a dal? | Szőcs Szimonetta, Berényi Gábor, Lázár Zoltán                                                         |
| Galambos Péter                   | Ott marad            | Galambos Péter                                                                                        |
| Györfi Anna & Kéméndi Tamás      | Titkaim              | Györfi Anna, Kéméndi Tamás                                                                            |
| HellóPisti                       | Elbújnék             | Varga Richárd                                                                                         |
| Here We Are                      | Együtt egyedül       | Kacsenyák Gábor, Zsarnai Dávid, Zán Tamás                                                             |
| Jazztelen                        | Kezeket fel          | Bűdi Szilárd                                                                                          |
| Jósa Tamás                       | Két szív             | Kovács Pál Barnabás, Latyák Bence                                                                     |
| Juhos Zsófi & Patocska Olivér    | Ma szerettem beléd   | Juhos Zsófia, Patocska Olivér, Benjamin Larsen, Chris Medina                                          |
| Junkies                          | Királyi többes       | Szekeres András, Barbaró Attila, Keresztes Viktor, Czakó Dániel                                       |
| Kocsis Tibor                     | Egy életen át        | Kocsis Tibor, Vig Arnold                                                                              |
| Kökény Dániel                    | Ugyanaz a ház        | Kovács Pál Barnabás, Latyák Bence, Kökény Károly Dániel                                               |
| Kollányi Zsuzsi                  | Új érzés             | Kollányi Zsuzsanna Éva, Németh Zsolt                                                                  |
| László Evelin                    | Legényes             | László Evelin                                                                                         |
| Liana                            | A háztetők felett    | Lukács László                                                                                         |
| Lily                             | Csalódás voltál      | Vígh Arnold, Hasenfracz Bernadett                                                                     |
| Magidom                          | Esendő halandó       | Benyhe Róbert, Benyhe Marcell, Bajnok Balázs, Szekeres Máté, Czinke Máté                              |
| MattSet                          | Veled álmodnék       | Szakadáti Mátyás, Szabolcsi Bence                                                                     |
| Myra Monoka                      | Így alakult          | Myra Monoka, Pulius Tibor, Horváth Barnabás Botond                                                    |
| Name Project                     | Nekem                | Illés Zoltán                                                                                          |
| Negál                            | Nem lehetek más      | Kovácsik Bendegúz, Szabó András                                                                       |
| OliverFromEarth                  | Annak idején         | Patocska Olivér                                                                                       |
| Patai Anna                       | Gondold át           | Szűcs Norbert, Patai Anna                                                                             |
| Phoenix RT                       | Félszavak            | Győrög Márton, Győrög Bence, Lépes Ferenc, Puss Tamás                                                 |
| Pink Dragon                      | Kánaán               | Triesz László, Jónás Adrienn                                                                          |
| Pinkers                          | A nap süssön ki      | Pink Edvárd                                                                                           |
| Quack                            | Sosem elég           | Lőrincz Álmos Norbert, Asztalos Róbert Dániel, Barta Egon Erhardt, Erdei Sára, Zsiborás Márton László |
| Roy Galeri                       | Kiáltás              | Szabó Tibor                                                                                           |
| Sugarloaf                        | Nászinduló           | Tóth Szabolcs, Szűcs Norbert                                                                          |
| Szabó Ádám és Szabó Jennifer     | Kismadár             | Szabó Ádám                                                                                            |
| Szalma Annamária és Telek Attila | Százszor is          | Telek Attila, Szalma Annamária                                                                        |
| Szelina                          | Hazatért             | Dósa Szelina                                                                                          |
| Szinnyai Dóri                    | Igennel felel        | Leszkó-Szinnyai Dorottya                                                                              |
| Szirtes Dávid                    | Emelem poharam       | Tóth Marcell, Szirtes Dávid Zsolt                                                                     |

## A versenyszabályok változása
Az MTVA és a Duna Média 2023. november 6-án tette közzé a pályázati feltételeket és a hivatalos versenyszabályzatot. A műsor fődíja továbbra sem az Eurovíziós Dalfesztiválon való fellépés lehetősége. A versenybe a 2023. június 15-e utáni dalokat várják. Az élő műsorsorozatba ezúttal is 40 produkció kerül be.
Változás a korábbi érvekhez képest, hogy a pályázó dalok hosszúsága 2 perc 30 másodperc és 3 perc 30 másodperc közötti lehet. Korábban az Eurovíziós Dalfesztiválon is alkalmazott maximum három perc volt csak kikötve. Valamint a műsor előre rögzített meghallgatásán a szakmai előzsűri által kiválasztott 60 dalnak zenekar esetében élőben, szóló énekes esetében fél-playback formában kell elhangozni.
Az előző évadokhoz hasonlóan kiosztják A Dal felfedezettje, illetve A legjobb dalszöveg díját is, melyeket legutóbb nem ítéltek oda senkinek sem.

## A verseny
Februárban és márciusban összesen hét show-műsort adnak le. A műsorok során a szakmai zsűri, illetve a közönség szavazata dönt arról, hogy melyik dal kapja a Magyarország legjobb dala címet. Ez lesz az ötödik alkalom, hogy a győztes nem kapja meg az Eurovíziós Dalfesztiválon való indulás lehetőségét, sőt Magyarország nem is nevez indulót a nemzetközi versenyre már ötödik éve.
A Dal nyertese 2024 őszén Berlinben a Hansa Studiosban rögzítheti a nyertes dalt és 7 másik dalt tartalmazó új albumát. A teljes felvételi folyamatról dokumentumfilm készül, amit az MTVA sugároz az album rögzítését követően.
Tizenegyedszer indul el az online akusztik szavazás, ahol a dalok akusztikus verzióira lehet szavazni adal.hu hivatalos honlapon. Az Akusztikus verziók versenyének nyertese Akusztik koncertlehetőséget kap a Petőfi Rádió felajánlásában.

## Casting
Hatvan előadó, illetve zenekar mérettetheti meg magát A Dal 2024 első, előválogató adásában.
Ebben az évadban nyolc héten át versengenek a dalok. Az előválogatóban 60 dal mutatkozik be, akik közül a zsűri kiválasztja a legjobb 40-et, melyek részt vehetnek az élőben közvetített válogatókon.

## Élő adások
Minden élő műsorban a négytagú zsűri és a közönség közvetlenül a produkciók elhangzása után pontozza az egyes dalokat 1-től 10-ig. A kialakult sorrend alapján a négy válogatóból 4 dal, a két elődöntőből szintén 4 dal automatikusan továbbjut. Ha a pontozás során holtverseny alakul ki, a zsűri egyszerű szótöbbséggel dönt a továbbjutó dal(ok)ról.
A válogatókban és elődöntőkben a pontszámok alapján nem továbbjutó versenydalokról, – válogatónként és elődöntőnként is 6 produkcióból a zsűri ment meg még egyet.
A Dal 2024 adásaiban a dal előadásában a döntőn kívül maximum 12 személy vehet részt a színpadon. Élő állat szerepeltetése továbbra sem engedélyezett.
A műsort élőben feliratozzák, mely elérhető a Dunán a teletext 333. oldalán.

### Válogatók
Az MTVA a négy válogatót 2024. február 10-én, február 17-én, február 24-én és március 2-án tartotta. A négytagú zsűri és a közönség közvetlenül a dalok elhangzása után pontozta az egyes dalokat 1-től 10-ig. A műsort élőben közvetítette a Duna, illetve interneten adal.hu.

#### Első válogató
| Első válogató – 2024. február 10. | Első válogató – 2024. február 10. | Első válogató – 2024. február 10.                                                         | Első válogató – 2024. február 10. | Első válogató – 2024. február 10. | Első válogató – 2024. február 10. | Első válogató – 2024. február 10. | Első válogató – 2024. február 10. | Első válogató – 2024. február 10. | Első válogató – 2024. február 10. |
| #                                 | Előadó                            | Dal (zene / szöveg)                                                                       | Pontozás                          | Pontozás                          | Pontozás                          | Pontozás                          | Pontozás                          | Pontozás                          | Eredmény                          |
| #                                 | Előadó                            | Dal (zene / szöveg)                                                                       | Egri Péter                        | Ferenczi György                   | Németh Lojzi                      | Szandi                            | Nézők                             | Σ                                 | Eredmény                          |
| --------------------------------- | --------------------------------- | ----------------------------------------------------------------------------------------- | --------------------------------- | --------------------------------- | --------------------------------- | --------------------------------- | --------------------------------- | --------------------------------- | --------------------------------- |
| 01                                | Sugarloaf                         | Nászinduló (Tóth Szabolcs, Szűcs Norbert)                                                 | 10                                | 9                                 | 10                                | 10                                | 6                                 | 45                                | Továbbjutott                      |
| 02                                | Szinnyai Dóri                     | Igennel felel (Leszkó-Szinnyai Dorottya)                                                  | 7                                 | 8                                 | 7                                 | 8                                 | 7                                 | 37                                | Kiesett                           |
| 03                                | Magidom                           | Esendő halandó (Benyhe Róbert, Benyhe Marcell, Bajnok Balázs, Szekeres Máté, Czinke Máté) | 8                                 | 8                                 | 9                                 | 9                                 | 9                                 | 43                                | Továbbjutott                      |
| 04                                | Andalgó                           | Vigyen a szél (Léhárt Míra, Polgár Patrik)                                                | 7                                 | 7                                 | 7                                 | 8                                 | 8                                 | 38                                | Kiesett                           |
| 05                                | Fekete Mátyás                     | Látom már (Fekete Mátyás)                                                                 | 8                                 | 7                                 | 7                                 | 8                                 | 8                                 | 38                                | Kiesett                           |
| 06                                | Jósa Tamás                        | Két szív (Kovács Pál Barnabás, Latyák Bence)                                              | 8                                 | 8                                 | 8                                 | 8                                 | 8                                 | 40                                | Kiesett                           |
| 07                                | Kocsis Tibor                      | Egy életen át (Kocsis Tibor, Vig Arnold)                                                  | 10                                | 9                                 | 10                                | 10                                | 9                                 | 48                                | Továbbjutott                      |
| 08                                | Name Project                      | Nekem (Illés Zoltán)                                                                      | 8                                 | 8                                 | 8                                 | 8                                 | 8                                 | 40                                | Továbbjutott                      |
| 09                                | Myra Monoka                       | Így alakult (Myra Monoka, Pulius Tibor, Horváth Barnabás Botond)                          | 8                                 | 7                                 | 7                                 | 8                                 | 8                                 | 38                                | Kiesett                           |
| 10                                | EVERFLASH                         | Nyisd ki a szemed! (Bihal Roland, Módos Gergő, Pásztóy Balázs, Tóth Péter, Varga Rókus)   | 10                                | 9                                 | 10                                | 10                                | 7                                 | 46                                | Továbbjutott                      |

#### Második válogató
| Második válogató – 2024. február 17. | Második válogató – 2024. február 17. | Második válogató – 2024. február 17.                                                                            | Második válogató – 2024. február 17. | Második válogató – 2024. február 17. | Második válogató – 2024. február 17. | Második válogató – 2024. február 17. | Második válogató – 2024. február 17. | Második válogató – 2024. február 17. | Második válogató – 2024. február 17. |
| #                                    | Előadó                               | Dal (zene / szöveg)                                                                                             | Pontozás                             | Pontozás                             | Pontozás                             | Pontozás                             | Pontozás                             | Pontozás                             | Eredmény                             |
| #                                    | Előadó                               | Dal (zene / szöveg)                                                                                             | Egri Péter                           | Ferenczi György                      | Németh Lojzi                         | Szandi                               | Nézők                                | Σ                                    | Eredmény                             |
| ------------------------------------ | ------------------------------------ | --- | ------------------------------------ | ------------------------------------ | ------------------------------------ | ------------------------------------ | ------------------------------------ | ------------------------------------ | ------------------------------------ |
| 11                                   | Szabó Ádám és Szabó Jennifer         | Kismadár (Szabó Ádám)                                                                                           | 8                                    | 8                                    | 8                                    | 9                                    | 7                                    | 40                                   | Kiesett                              |
| 12                                   | MattSet                              | Veled álmodnék (Szakadáti Mátyás, Szabolcsi Bence)                                                              | 8                                    | 10                                   | 8                                    | 8                                    | 6                                    | 40                                   | Kiesett                              |
| 13                                   | Györfi Anna & Kéméndi Tamás          | Titkaim (Györfi Anna, Kéméndi Tamás)                                                                            | 7                                    | 8                                    | 7                                    | 7                                    | 9                                    | 38                                   | Kiesett                              |
| 14                                   | Arcidra                              | Egészben kell (Gaál András, Katona Máté, Mura-Mészáros Ambrus Vitéz, Csóka Tamás, Györke Zoltán, Retkes Bálint) | 9                                    | 8                                    | 9                                    | 9                                    | 9                                    | 44                                   | Továbbjutott                         |
| 15                                   | Bterv                                | Menjek vagy maradjak (Gábor Markó, Dér Dávid)                                                                   | 9                                    | 8                                    | 8                                    | 9                                    | 7                                    | 41                                   | Kiesett                              |
| 16                                   | Phoenix RT                           | Félszavak (Győrög Márton, Győrög Bence, Lépes Ferenc, Puss Tamás)                                               | 9                                    | 10                                   | 9                                    | 10                                   | 9                                    | 47                                   | Továbbjutott                         |
| 17                                   | Kökény Dániel                        | Ugyanaz a ház (Kovács Pál Barnabás, Latyák Bence, Kökény Károly Dániel)                                         | 9                                    | 9                                    | 10                                   | 10                                   | 7                                    | 45                                   | Továbbjutott                         |
| 18                                   | Lily                                 | Csalódás voltál (Vígh Arnold, Hasenfracz Bernadett)                                                             | 7                                    | 8                                    | 7                                    | 7                                    | 6                                    | 35                                   | Kiesett                              |
| 19                                   | Pinkers                              | A nap süssön ki (Pink Edvárd)                                                                                   | 9                                    | 8                                    | 8                                    | 9                                    | 8                                    | 42                                   | Továbbjutott                         |
| 20                                   | László Evelin                        | Legényes (László Evelin)                                                                                        | 9                                    | 9                                    | 10                                   | 10                                   | 10                                   | 48                                   | Továbbjutott                         |

#### Harmadik válogató
| Harmadik válogató – 2024. február 24. | Harmadik válogató – 2024. február 24. | Harmadik válogató – 2024. február 24.                      | Harmadik válogató – 2024. február 24. | Harmadik válogató – 2024. február 24. | Harmadik válogató – 2024. február 24. | Harmadik válogató – 2024. február 24. | Harmadik válogató – 2024. február 24. | Harmadik válogató – 2024. február 24. | Harmadik válogató – 2024. február 24. |
| #                                     | Előadó                                | Dal (zene / szöveg)                                        | Pontozás                              | Pontozás                              | Pontozás                              | Pontozás                              | Pontozás                              | Pontozás                              | Eredmény                              |
| #                                     | Előadó                                | Dal (zene / szöveg)                                        | Egri Péter                            | Ferenczi György                       | Németh Lojzi                          | Szandi                                | Nézők                                 | Σ                                     | Eredmény                              |
| ------------------------------------- | ------------------------------------- | ---------------------------------------------------------- | ------------------------------------- | ------------------------------------- | ------------------------------------- | ------------------------------------- | ------------------------------------- | ------------------------------------- | ------------------------------------- |
| 21                                    | Jazztelen                             | Kezeket fel (Bűdi Szilárd)                                 | 10                                    | 10                                    | 10                                    | 9                                     | 8                                     | 47                                    | Továbbjutott                          |
| 22                                    | Kollányi Zsuzsi                       | Új érzés (Kollányi Zsuzsanna Éva, Németh Zsolt)            | 7                                     | 8                                     | 7                                     | 8                                     | 7                                     | 37                                    | Kiesett                               |
| 23                                    | HellóPisti                            | Elbújnék (Varga Richárd)                                   | 8                                     | 8                                     | 8                                     | 8                                     | 9                                     | 41                                    | Kiesett                               |
| 24                                    | Galambos Péter                        | Ott marad (Galambos Péter)                                 | 8                                     | 8                                     | 8                                     | 9                                     | 9                                     | 42                                    | Kiesett                               |
| 25                                    | Negál                                 | Nem lehetek más (Kovácsik Bendegúz, Szabó András)          | 10                                    | 10                                    | 9                                     | 9                                     | 9                                     | 47                                    | Továbbjutott                          |
| 26                                    | Patai Anna                            | Gondold át (Szűcs Norbert, Patai Anna)                     | 8                                     | 8                                     | 9                                     | 8                                     | 7                                     | 40                                    | Kiesett                               |
| 27                                    | Bradics Jácint                        | Miért félnék álmodni (Tilinger Attila)                     | 9                                     | 8                                     | 10                                    | 8                                     | 10                                    | 45                                    | Továbbjutott                          |
| 28                                    | Liana                                 | A háztetők felett (Lukács László)                          | 8                                     | 9                                     | 8                                     | 9                                     | 9                                     | 43                                    | Továbbjutott                          |
| 29                                    | OliverFromEarth                       | Annak idején (Patocska Olivér)                             | 8                                     | 8                                     | 8                                     | 8                                     | 9                                     | 41                                    | Kiesett                               |
| 30                                    | Here We Are                           | Együtt egyedül (Kacsenyák Gábor, Zsarnai Dávid, Zán Tamás) | 10                                    | 8                                     | 10                                    | 10                                    | 10                                    | 48                                    | Továbbjutott                          |

#### Negyedik válogató
| Negyedik válogató – 2024. március 2. | Negyedik válogató – 2024. március 2. | Negyedik válogató – 2024. március 2.                                                                               | Negyedik válogató – 2024. március 2. | Negyedik válogató – 2024. március 2. | Negyedik válogató – 2024. március 2. | Negyedik válogató – 2024. március 2. | Negyedik válogató – 2024. március 2. | Negyedik válogató – 2024. március 2. | Negyedik válogató – 2024. március 2. |
| #                                    | Előadó                               | Dal (zene / szöveg)                                                                                                | Pontozás                             | Pontozás                             | Pontozás                             | Pontozás                             | Pontozás                             | Pontozás                             | Eredmény                             |
| #                                    | Előadó                               | Dal (zene / szöveg)                                                                                                | Egri Péter                           | Ferenczi György                      | Németh Lojzi                         | Szandi                               | Nézők                                | Σ                                    | Eredmény                             |
| ------------------------------------ | ------------------------------------ | --- | ------------------------------------ | ------------------------------------ | ------------------------------------ | ------------------------------------ | ------------------------------------ | ------------------------------------ | ------------------------------------ |
| 31                                   | Quack                                | Sosem elég (Lőrincz Álmos Norbert, Asztalos Róbert Dániel, Barta Egon Erhardt, Erdei Sára, Zsiborás Márton László) | 9                                    | 9                                    | 9                                    | 10                                   | 10                                   | 47                                   | Továbbjutott                         |
| 32                                   | Szirtes Dávid                        | Emelem poharam (Tóth Marcell, Szirtes Dávid Zsolt)                                                                 | 7                                    | 7                                    | 8                                    | 8                                    | 9                                    | 39                                   | Kiesett                              |
| 33                                   | Juhos Zsófi & Patocska Olivér        | Ma szerettem beléd (Juhos Zsófia, Patocska Olivér, Benjamin Larsen, Chris Medina)                                  | 9                                    | 9                                    | 9                                    | 9                                    | 9                                    | 45                                   | Továbbjutott                         |
| 34                                   | Pink Dragon                          | Kánaán (Triesz László, Jónás Adrienn)                                                                              | 7                                    | 8                                    | 8                                    | 8                                    | 8                                    | 39                                   | Kiesett                              |
| 35                                   | Szelina                              | Hazatért (Dósa Szelina)                                                                                            | 7                                    | 10                                   | 7                                    | 7                                    | 8                                    | 39                                   | Kiesett                              |
| 36                                   | Junkies                              | Királyi többes (Szekeres András, Barbaró Attila, Keresztes Viktor, Czakó Dániel)                                   | 9                                    | 10                                   | 10                                   | 10                                   | 9                                    | 48                                   | Továbbjutott                         |
| 37                                   | Fluidia                              | Miről szól ez a dal? (Szőcs Szimonetta, Berényi Gábor, Lázár Zoltán)                                               | 8                                    | 8                                    | 9                                    | 8                                    | 9                                    | 42                                   | Továbbjutott                         |
| 38                                   | Szalma Annamária és Telek Attila     | Százszor is (Telek Attila, Szalma Annamária)                                                                       | 7                                    | 7                                    | 8                                    | 7                                    | 9                                    | 38                                   | Kiesett                              |
| 39                                   | Csintalan Márk                       | Számítottam rád (Csintalan Márk)                                                                                   | 8                                    | 8                                    | 8                                    | 8                                    | 9                                    | 41                                   | Kiesett                              |
| 40                                   | Roy Galeri                           | Kiáltás (Szabó Tibor)                                                                                              | 10                                   | 10                                   | 10                                   | 10                                   | 9                                    | 49                                   | Továbbjutott                         |

### Elődöntők
Az MTVA a két elődöntőt 2024. március 9-én és március 16-án tartotta. Az elődöntőkben minden produkciót crossover átiratban kellett előadni a versenyzőknek. Ezek elkészítése az MTVA által felkért szakmai segítők iránymutatása alapján történt és a fix session zenekar is segítséget nyújtott a produkcióknak. A műsort élőben közvetítette a Duna a Petőfi Rádió, illetve interneten adal.hu.

#### Első elődöntő
| Első elődöntő – 2024. március 9. | Első elődöntő – 2024. március 9. | Első elődöntő – 2024. március 9.                                                                                   | Első elődöntő – 2024. március 9. | Első elődöntő – 2024. március 9. | Első elődöntő – 2024. március 9. | Első elődöntő – 2024. március 9. | Első elődöntő – 2024. március 9. | Első elődöntő – 2024. március 9. | Első elődöntő – 2024. március 9. |
| #                                | Előadó                           | Dal (zene / szöveg)                                                                                                | Átdolgozás                       | Pontozás                         | Pontozás                         | Pontozás                         | Pontozás                         | Pontozás                         | Eredmény                         |
| #                                | Előadó                           | Dal (zene / szöveg)                                                                                                | Átdolgozás                       | Egri Péter                       | Ferenczi György                  | Németh Lojzi                     | Szandi                           | Σ                                | Eredmény                         |
| -------------------------------- | -------------------------------- | --- | -------------------------------- | -------------------------------- | -------------------------------- | -------------------------------- | -------------------------------- | -------------------------------- | -------------------------------- |
| 01                               | Junkies                          | Királyi többes (Szekeres András, Barbaró Attila, Keresztes Viktor, Czakó Dániel)                                   | szving                           | 10                               | 9                                | 10                               | 10                               | 39                               | Továbbjutott                     |
| 02                               | Bradics Jácint                   | Miért félnék álmodni (Tilinger Attila)                                                                             | rock                             | 9                                | 9                                | 8                                | 8                                | 34                               | Továbbjutott                     |
| 03                               | Kocsis Tibor                     | Egy életen át (Kocsis Tibor, Vig Arnold)                                                                           | rockabilly                       | 10                               | 9                                | 9                                | 10                               | 38                               | Továbbjutott                     |
| 04                               | Liana                            | A háztetők felett (Lukács László)                                                                                  | blues                            | 9                                | 9                                | 8                                | 9                                | 35                               | Kiesett                          |
| 05                               | Jazztelen                        | Kezeket fel (Bűdi Szilárd)                                                                                         | folk                             | 9                                | 9                                | 9                                | 10                               | 37                               | Kiesett                          |
| 06                               | Magidom                          | Esendő halandó (Benyhe Róbert, Benyhe Marcell, Bajnok Balázs, Szekeres Máté, Czinke Máté)                          | világzene                        | 9                                | 9                                | 10                               | 9                                | 37                               | Kiesett                          |
| 07                               | Here We Are                      | Együtt egyedül (Kacsenyák Gábor, Zsarnai Dávid, Zán Tamás)                                                         | ballada                          | 9                                | 9                                | 9                                | 10                               | 37                               | Kiesett                          |
| 08                               | Sugarloaf                        | Nászinduló (Tóth Szabolcs, Szűcs Norbert)                                                                          | népzene                          | 10                               | 10                               | 10                               | 9                                | 39                               | Továbbjutott                     |
| 09                               | László Evelin                    | Legényes (László Evelin)                                                                                           | rock                             | 10                               | 10                               | 10                               | 10                               | 40                               | Továbbjutott                     |
| 10                               | Quack                            | Sosem elég (Lőrincz Álmos Norbert, Asztalos Róbert Dániel, Barta Egon Erhardt, Erdei Sára, Zsiborás Márton László) | punk                             | 9                                | 9                                | 9                                | 10                               | 37                               | Kiesett                          |

#### Második elődöntő
| Második elődöntő – 2024. március 16. | Második elődöntő – 2024. március 16. | Második elődöntő – 2024. március 16.                                                                            | Második elődöntő – 2024. március 16. | Második elődöntő – 2024. március 16. | Második elődöntő – 2024. március 16. | Második elődöntő – 2024. március 16. | Második elődöntő – 2024. március 16. | Második elődöntő – 2024. március 16. | Második elődöntő – 2024. március 16. |
| #                                    | Előadó                               | Dal (zene / szöveg)                                                                                             | Átdolgozás                           | Pontozás                             | Pontozás                             | Pontozás                             | Pontozás                             | Pontozás                             | Eredmény                             |
| #                                    | Előadó                               | Dal (zene / szöveg)                                                                                             | Átdolgozás                           | Egri Péter                           | Ferenczi György                      | Németh Lojzi                         | Szandi                               | Σ                                    | Eredmény                             |
| ------------------------------------ | ------------------------------------ | --- | ------------------------------------ | ------------------------------------ | ------------------------------------ | ------------------------------------ | ------------------------------------ | ------------------------------------ | ------------------------------------ |
| 01                                   | Name Project                         | Nekem (Illés Zoltán)                                                                                            | rock                                 | 8                                    | 9                                    | 9                                    | 8                                    | 34                                   | Kiesett                              |
| 02                                   | Arcidra                              | Egészben kell (Gaál András, Katona Máté, Mura-Mészáros Ambrus Vitéz, Csóka Tamás, Györke Zoltán, Retkes Bálint) | ballada                              | 9                                    | 9                                    | 9                                    | 9                                    | 36                                   | Továbbjutott                         |
| 03                                   | EVERFLASH                            | Nyisd ki a szemed! (Bihal Roland, Módos Gergő, Pásztóy Balázs, Tóth Péter, Varga Rókus)                         | blues                                | 9                                    | 9                                    | 9                                    | 9                                    | 36                                   | Kiesett                              |
| 04                                   | Kökény Dániel                        | Ugyanaz a ház (Kovács Pál Barnabás, Latyák Bence, Kökény Károly Dániel)                                         | dzsessz                              | 9                                    | 10                                   | 10                                   | 10                                   | 39                                   | Továbbjutott                         |
| 05                                   | Pinkers                              | A nap süssön ki (Pink Edvárd)                                                                                   | népzene                              | 10                                   | 9                                    | 9                                    | 9                                    | 37                                   | Kiesett                              |
| 06                                   | Negál                                | Nem lehetek más (Kovácsik Bendegúz, Szabó András)                                                               | dzsessz                              | 10                                   | 10                                   | 10                                   | 10                                   | 40                                   | Továbbjutott                         |
| 07                                   | Fluidia                              | Miről szól ez a dal? (Szőcs Szimonetta, Berényi Gábor, Lázár Zoltán)                                            | folk                                 | 9                                    | 10                                   | 9                                    | 9                                    | 37                                   | Kiesett                              |
| 08                                   | Juhos Zsófi & Patocska Olivér        | Ma szerettem beléd (Juhos Zsófia, Patocska Olivér, Benjamin Larsen, Chris Medina)                               | szving                               | 10                                   | 9                                    | 9                                    | 10                                   | 38                                   | Kiesett                              |
| 09                                   | Roy Galeri                           | Kiáltás (Szabó Tibor)                                                                                           | rock                                 | 10                                   | 10                                   | 10                                   | 10                                   | 40                                   | Továbbjutott                         |
| 10                                   | Phoenix RT                           | Félszavak (Győrög Márton, Győrög Bence, Lépes Ferenc, Puss Tamás)                                               | világzene                            | 10                                   | 10                                   | 10                                   | 10                                   | 40                                   | Továbbjutott                         |

### Döntő
A döntőt 2024. március 23-án tartotta az MTVA tíz előadó részvételével. A végeredmény a nézői szavazás illetve a szakmai zsűri szavazatai alapján alakult ki. A zsűri a dalok elhangzása után csak szóban értékelte a produkciókat. Az összes dal elhangzása után pontozta a produkciókat a zsűri. Az első helyezett 10 pontot kapott, a második 8-at, a harmadik 6-ot, míg a negyedik 4 pontot. A pontozás során a négy legtöbb pontot szerzett dal közül a nézők SMS-ben küldött szavazatokkal választották ki a verseny győztesét. A műsort élőben közvetítette a Duna és a Petőfi Rádió, illetve interneten adal.hu. A döntőben minden produkciót szimfonikus változatban adtak elő a versenyzők az MR Szimfonikusok közreműködésében.
| #  | Előadó Dal (zene / szöveg)                                                                                      | Zsűri    | Zsűri    | Nézők |
| #  | Előadó Dal (zene / szöveg)                                                                                      | Pontszám | Eredmény | Nézők |
| -- | --- | -------- | -------- | ----- |
| 1  | Sugarloaf | 6        | 6.       | —     |
| 1  | Nászinduló (Tóth Szabolcs, Szűcs Norbert)                                                                       | 6        | 6.       | —     |
| 2  | Roy Galeri | 36       | 1.       | —     |
| 2  | Kiáltás (Szabó Tibor)                                                                                           | 36       | 1.       | —     |
| 3  | Phoenix RT | 10       | 4.       | —     |
| 3  | Félszavak (Győrög Márton, Győrög Bence, Lépes Ferenc, Puss Tamás)                                               | 10       | 4.       | —     |
| 4  | Bradics Jácint                                                                                                  | 0        | 9.       | —     |
| 4  | Miért félnék álmodni (Tilinger Attila)                                                                          | 0        | 9.       | —     |
| 5  | Arcidra | 0        | 9.       | —     |
| 5  | Egészben kell (Gaál András, Katona Máté, Mura-Mészáros Ambrus Vitéz, Csóka Tamás, Györke Zoltán, Retkes Bálint) | 0        | 9.       | —     |
| 6  | Junkies | 4        | 7.       | —     |
| 6  | Királyi többes (Szekeres András, Barbaró Attila, Keresztes Viktor, Czakó Dániel)                                | 4        | 7.       | —     |
| 7  | Kökény Dániel                                                                                                   | 4        | 7.       | —     |
| 7  | Ugyanaz a ház (Kovács Pál Barnabás, Latyák Bence, Kökény Károly Dániel)                                         | 4        | 7.       | —     |
| 8  | Negál | 24       | 2.       | —     |
| 8  | Nem lehetek más (Kovácsik Bendegúz, Szabó András)                                                               | 24       | 2.       | —     |
| 9  | Kocsis Tibor | 8        | 5.       | —     |
| 9  | Egy életen át (Kocsis Tibor, Vig Arnold)                                                                        | 8        | 5.       | —     |
| 10 | László Evelin                                                                                                   | 20       | 3.       | 1.    |
| 10 | Legényes (László Evelin)                                                                                        | 20       | 3.       | 1.    |

#### Ponttáblázat
| \| Dalok \| Zsűri szavazatok \| Zsűri szavazatok \| Zsűri szavazatok \| Zsűri szavazatok \| Zsűri szavazatok \| \| Dalok \| Σ \| Egri Péter \| Ferenczi György \| Németh Lojzi \| Szandi \| \| ------------------------------------- \| ---------------- \| ---------------- \| ---------------- \| ---------------- \| ---------------- \| \| Nászinduló (Sugarloaf) \| 6 \| 6 \| \| \| \| \| Kiáltás (Roy Galeri) \| 36 \| 10 \| 8 \| 8 \| 10 \| \| Félszavak (Phoenix RT) \| 10 \| \| 4 \| \| 6 \| \| Miért félnék álmodni (Bradics Jácint) \| 0 \| \| \| \| \| \| Egészben kell (Arcidra) \| 0 \| \| \| \| \| \| Királyi többes (Junkies) \| 4 \| 4 \| \| \| \| \| Ugyanaz a ház (Kökény Dániel) \| 4 \| \| \| 4 \| \| \| Nem lehetek más (Negál) \| 24 \| \| 10 \| 6 \| 8 \| \| Egy életen át (Kocsis Tibor) \| 8 \| 8 \| \| \| \| \| Legényes (László Evelin) \| 20 \| \| 6 \| 10 \| 4 \| |                  |                  |                  |                  |                  |
| Dalok | Zsűri szavazatok | Zsűri szavazatok | Zsűri szavazatok | Zsűri szavazatok | Zsűri szavazatok |
| Dalok | Σ                | Egri Péter       | Ferenczi György  | Németh Lojzi     | Szandi           |
| Nászinduló (Sugarloaf) | 6                | 6                |                  |                  |                  |
| Kiáltás (Roy Galeri) | 36               | 10               | 8                | 8                | 10               |
| Félszavak (Phoenix RT) | 10               |                  | 4                |                  | 6                |
| Miért félnék álmodni (Bradics Jácint) | 0                |                  |                  |                  |                  |
| Egészben kell (Arcidra) | 0                |                  |                  |                  |                  |
| Királyi többes (Junkies) | 4                | 4                |                  |                  |                  |
| Ugyanaz a ház (Kökény Dániel) | 4                |                  |                  | 4                |                  |
| Nem lehetek más (Negál) | 24               |                  | 10               | 6                | 8                |
| Egy életen át (Kocsis Tibor) | 8                | 8                |                  |                  |                  |
| Legényes (László Evelin) | 20               |                  | 6                | 10               | 4                |

A nézői szavazás alapján A Dalt László Evelin nyerte. A versenydala, a Legényes megfelelt volna az Eurovíziós Dalfesztivál szabályainak, hiszen 2023. szeptember 1-je után mutatták be nyilvánosan.

## Visszatérő előadók
Az egyes fordulók neveinek megváltozása miatt a 2013 és 2016 között életben lévő elődöntő–középdöntő–döntő rendszer elnevezése a táblázatban a 2017-ben bevezetett válogató–elődöntő–döntő formátumban olvasható.
| Előadó                                                                    | Előző év(ek)                              | Előző dal(ok)                                      | Előző legjobb eredmény(ek)                |
| A Dal eurovíziós nemzeti dalválasztó show                                 | A Dal eurovíziós nemzeti dalválasztó show | A Dal eurovíziós nemzeti dalválasztó show          | A Dal eurovíziós nemzeti dalválasztó show |
| ------------------------------------------------------------------------- | ----------------------------------------- | -------------------------------------------------- | ----------------------------------------- |
| Patai Anna                                                                | 2016                                      | Colors                                             | Második válogató (=7. hely)               |
| Muri Enikő (a Sugarloaf tagjaként)                                        | 2017                                      | Jericho                                            | Harmadik válogató (8. hely)               |
| Szabó Ádám (Szabó Jenniferrel közösen)                                    | 2013                                      | Hadd legyen más                                    | Második válogató (9. hely)                |
| Szabó Ádám (Szabó Jenniferrel közösen)                                    | 2015                                      | Give Me Your Love                                  | Döntő (2. hely)                           |
| Szabó Ádám (Szabó Jenniferrel közösen)                                    | 2017                                      | Together                                           | Második elődöntő (=7. hely)               |
| Szabó Ádám (Szabó Jenniferrel közösen)                                    | 2018                                      | I Let You Run Away (A yesyes tagjaként)            | Döntő (2. hely)                           |
| Szabó Ádám (Szabó Jenniferrel közösen)                                    | 2019                                      | Incomplete (A yesyes tagjaként)                    | Első elődöntő (=8. hely)                  |
| A Dal tehetségkutató műsor                                                |                                           |                                                    |                                           |
| EVERFLASH                                                                 | 2023                                      | Édenkert                                           | Döntő (=6. hely)                          |
| Jazztelen                                                                 | 2023                                      | Kaja meg szex                                      | Második elődöntő (=4. hely)               |
| Kocsis Tibor                                                              | 2023                                      | Szükség van rád                                    | Első elődöntő (4. hely)                   |
| Lily                                                                      | 2023                                      | Visszatáncoltál                                    | Negyedik válogató (=9. hely)              |
| MattSet                                                                   | 2022                                      | Most vagy soha                                     | Második elődöntő (=8. hely)               |
| Patocska Olivér (Szólóban OliverFromEarth-ként és Juhos Zsófival közösen) | 2023                                      | Utoljára látni nehéz (OliverFromEarth-ként)        | Első elődöntő (9. hely)                   |
| Phoenix RT                                                                | 2021                                      | Jelzőfény (Diószegi Kikivel közösen)               | Második válogató (=5. hely)               |
| Phoenix RT                                                                | 2022                                      | Levegőt                                            | Harmadik válogató (9. hely)               |
| Pink Edvárd (A Pinkers tagjaként)                                         | 2021                                      | Sodor a szél (A Pink & The Panthers tagjaként)     | Első elődöntő (5. hely)                   |
| Pink Edvárd (A Pinkers tagjaként)                                         | 2022                                      | Fényes Galaxisok (A Pink & The Panthers tagjaként) | Második válogató (=5. hely)               |
| Pink Edvárd (A Pinkers tagjaként)                                         | 2022                                      | Börtön (A Ketch-csel közösen)                      | Negyedik válogató (=5. hely)              |
| Quack                                                                     | 2023                                      | Akkor is                                           | Döntő (5. hely)                           |
| Roy (A Roy Galeri tagjaként)                                              | 2021                                      | Még ma este (a Ruby Harlemmel közösen)             | Második elődöntő (=5. hely)               |
| Roy Galeri                                                                | 2023                                      | Boldog vagy                                        | Döntő (=6. hely)                          |
| Szekeres András (a Junkies tagjaként)                                     | 2023                                      | Az ősz                                             | Döntő (2. hely)                           |
| Szirtes Dávid                                                             | 2023                                      | Az igazi történeted                                | Első válogató (8. hely)                   |

## Nézettség
Jelmagyarázat
     – A Dal 2024 legmagasabb nézettsége
     – A Dal 2024 legalacsonyabb nézettsége
| Adás              | Sugárzás                         | Duna                 | Duna                 | Duna                 | Duna                | Duna                | Duna                | Forrás     |
| Adás              | Sugárzás                         | Teljes lakosság (4+) | Teljes lakosság (4+) | Teljes lakosság (4+) | Célközönség (18–59) | Célközönség (18–59) | Célközönség (18–59) | Forrás     |
| Adás              | Sugárzás                         | AMR                  | Arány (SHR%)         | Heti helyezés        | AMR                 | Arány (SHR%)        | Heti helyezés       | Forrás     |
| A Dal 2024        | A Dal 2024                       | A Dal 2024           | A Dal 2024           | A Dal 2024           | A Dal 2024          | A Dal 2024          | A Dal 2024          | A Dal 2024 |
| ----------------- | -------------------------------- | -------------------- | -------------------- | -------------------- | ------------------- | ------------------- | ------------------- | ---------- |
| Casting           | 2024. február 2. péntek, 20:45   |                      |                      | 30+                  |                     |                     | 30+                 |            |
| Első válogató     | 2024. február 10. szombat, 19:35 | 226 000              | 6,8                  | 30+                  |                     |                     | 30+                 | [ 1 ]      |
| Második válogató  | 2024. február 17. szombat, 19:35 | 255 651              | 6,4                  | 22.                  |                     |                     | 30+                 | [ 2 ]      |
| Harmadik válogató | 2024. február 24. szombat, 19:35 | 243 885              | 6,1                  | 23.                  |                     |                     | 30+                 | [ 3 ]      |
| Negyedik válogató | 2024. március 2. szombat, 19:35  | 231 451              | 5,6                  | 22.                  |                     |                     | 30+                 | [ 4 ]      |
| Első elődöntő     | 2024. március 9. szombat, 19:35  | 237 411              | 6,0                  | 26.                  |                     |                     | 30+                 | [ 5 ]      |
| Második elődöntő  | 2024. március 16. szombat, 19:35 | 174 000              | 5,3                  | 30+                  |                     |                     | 30+                 | [ 6 ]      |
| Döntő             | 2024. március 23. szombat, 19:35 | 242 979              | 6,7                  | 20.                  |                     |                     | 30+                 | [ 7 ]      |